# ليو بيرك (لاعب كرة قاعدة)
ليو بيرك (بالإنجليزية: Leo Burke)‏ هو لاعب كرة قاعدة أمريكي، ولد في 6 مايو 1934 في هاجرستاون في الولايات المتحدة.

## وصلات خارجية
- ليو بيرك على موقعبيزبول رفرنس.كوم (الدوري الرئيسي) (الإنجليزية)